# Димитрије Чобић
Димитрије Чобић (Сремски Карловци, 16. јануар 1808—Панчево, 29. октобар 1886) био је српски учитељ, директор српских школа, као и учитељ црквеног певања. Бавио се и књижевношћу и написао неколико књижевних радова.

## Биографија и каријера
Димитрије је завршио гимназију у свом родном месту и потом богословију (1828—1830). Потом је радио као учитељ у Старој Пазови где је провео три године, након чега је прешао у Земун. Димитрије Чобић био је пуних двадесет година земунски учитељ (1833-1853) и био је веома угледан и чувен. Најпознатији је био због свог црквеног певања и са свих страна Срема код њега су долазили кандидати црквеног појања како би их учио. Чобић је био добар баритониста и чак је у Панчеву основао школу црквеног певања, која ће се временом развити и напредовати под покровитељством Давида Рајића.
Чобић је био добар педагог, добро је познавао немачки и латински због чега га је генерална команда у Темишвару препоручила за положај директора Панчеву, које је било по положају важно место, где ће остати до пензије 1872. У ово време пада и декрет по коме су српске школе у Угарској добиле аутономију и самосталност у организацији. Чобић је васпитао у Банату читаве генерације српских и румунских учитеља, а никада није престао да буде учитељ певања. У току распуста држао је Чобић у Панчеву и Белој Цркви учитељске састанке који су се звали Норма и на њима је расправљано о разним школским и педагошким питањима.
Колико је Чобић био марљив и поштован као учитељ и директор, толико је био мало цењен као књижевник, иако је према књижевности гајио велику љубав. Написао је око петнаест различитих дела, која нису наишла на успех, а по многим тадашњим критичарима нису била довољно квалитетна. Овакве критике нису пољуљале Чобића, мада се због његовог стваралаштва неретко доводила у питање и његова педагошка способност. У ондашњем Панчевцу његово је стваралаштво подвргавано оштрој, па чак и увредљивој критици. Сва његова дела штампана су старим правописом, а нека од њих су :
- Домоводство и радиност или девето дјело моје (Земун, 1856)
- Част втора приповједчица или Осмо морално-поучително дјелце за родитеље и дјецу оба пола (Панчево, 1855)
- Књига Зрак духовни или Храм Божии (Панчево,1862)

Шаљиви зрак Петра Михаиловића, такође учитеља у Панчеву, била је својеврсна пародија на ово Чобићево дело.
- Еданаесто дјело: Србска граматика (Велики Бечкерек, 1862)

Димитрије Чобић преминуо је у Панчеву  29. октобра 1886. године.